# 1192
| [ Edytuj tabelę ]                |                                                            |
| Książę Małopolski                | - 1177 Kazimierz II Sprawiedliwy 1194                      |
| Książę Wielkopolski              | - 1177 Odon Mieszkowic 1194 - 1182 Mieszko III Stary 1202  |
| Król Angkoru                     | - 1181 Dżajawarman VII 1218                                |
| Król Anglii                      | - 1189 Ryszard I Lwie Serce 1199                           |
| Król Aragonii i hrabia Barcelony | - 1164 Alfons II Aragoński 1196                            |
| Książę Bawarii                   | - 1183 Ludwik I 1231                                       |
| Margrabia Brandenburgii          | - 1184 Otto II 1205                                        |
| Książę Burgundii                 | - 1162 Hugo III 1192 - 1192 Eudes III 1218                 |
| Cesarz Bizancjum                 | - 1185 Izaak II Angelos 1195                               |
| Car Bułgarii                     | - 1187 Asen I 1196                                         |
| Cesarz Chin                      | - 1189 Song Guangzong 1194                                 |
| Władca Cypru                     | - 1192 Gwidon de Lusignan 1194                             |
| Książę Czech                     | - 1191 Wacław II czeski 1192 - 1192 Henryk Brzetysław 1193 |
| Król Danii                       | - 1182 Kanut VI 1202                                       |
| Władca Egiptu                    | - 1171 Saladyn 1193                                        |
| Cesarz Etiopii                   | - 1189 Gebre Meskel 1229                                   |
| Król Francji                     | - 1180 Filip II August 1223                                |
| Król Gruzji                      | - 1184 Tamara 1213                                         |
| Hrabia Holandii                  | - 1190 Dirk VII 1203                                       |
| Cesarz Japonii                   | - 1183 Go-Toba 1198                                        |
| Kalif                            | - 1180 An-Nasir 1225                                       |
| Król Kastylii                    | - 1158 Alfons VIII Szlachetny 1214                         |
| Patriarcha Konstantynopola       | - 1191 Jerzy II Ksyfilin 1198                              |
| Władca Korei                     | - 1170 Myŏngjong 1197                                      |
| Król Leónu                       | - 1188 Alfons IX 1230                                      |
| Kalif Maroka                     | - 1184 Jakub al-Mansur 1199                                |
| Król Nawarry                     | - 1150 Sancho VI 1194                                      |
| Król Norwegii                    | - 1177 Sverre Sigurdsson 1202                              |
| Hrabia Palatynatu                | - 1155 Konrad Hohenstauf 1195                              |
| Papież                           | - 1191 Celestyn III 1198                                   |
| Król Portugalii                  | - 1185 Sancho I 1211                                       |
| Sułtan Rumu                      | - 1156 Kilidż Arslan II 1192 - 1192 Kaj Chusrau I 1196     |
| Książę Rusi halickiej            | - 1189 Włodzimierz II 1199                                 |
| Książę Saksonii                  | - 1180 Bernard III 1212                                    |
| Król Szkocji                     | - 1165 Wilhelm I 1214                                      |
| Król Szwecji                     | - 1173 Knut Eriksson 1196                                  |
| Doża Wenecji                     | - 1178 Orio Mastropiero 1192 - 1192 Enrico Dandolo 1205    |
| Król Węgier                      | - 1172 Bela III 1196                                       |

Rok 1192 / MCXCII
stulecia: XI wiek ~
XII wiek ~
XIII wiek

lata: 1182 «
1187 «
1188 «
1189 «
1190 «
1191 «
1192
» 1193
» 1194
» 1195
» 1196
» 1197
» 1202

## Wydarzenia w Polsce
- Uzależnienie wedle umów księstwa Drohiczyńskiego, który przeszło pod władztwo polskie

## Wydarzenia na świecie
- 28 kwietnia – Konrad z Montferratu został skrytobójczo zamordowany przez członków muzułmańskiej sekty nizarytów na kilka dni przed planowaną koronacją na króla Jerozolimy.
- 21 czerwca – Enrico Dandolo został dożą Wenecji.
- 5 sierpnia – III wyprawa krzyżowa: zwycięstwo krzyżowców w bitwie pod Jafą.
- III wyprawa krzyżowa: zdobyta została twierdza Akka. Zdobyli ją krzyżowcy poprzez bombardowanie ulami z pszczołami.
- 2 września – król Ryszard I Lwie Serce i sułtan Saladyn podpisali porozumienie kończące III wyprawę krzyżową.
- 21 grudnia – wracający z III wyprawy krzyżowej król Anglii Ryszard I Lwie Serce został wzięty pod Wiedniem do niewoli przez księcia Austrii Leopolda V i następnie przekazany cesarzowi Henrykowi VI. Uwolniono go po zapłaceniu okupu w 1194 roku[1].

## Urodzili się
- 17 września – Sanetomo Minamoto (jap. 源実朝), dziewiąty siogun w Japonii (zm. 1219)

## Zmarli
- 26 kwietnia – Go-Shirakawa, cesarz Japonii (ur. 1127)[2]
- 28 kwietnia – Konrad z Montferratu, władca Jerozolimy (ur. ok. 1145)[3]
- 25 sierpnia – Hugo III, książę Burgundii (ur. 1148)[4]
- 24 listopada – Albert z Louvain, święty kościoła katolickiego, biskup Liège i kardynał (ur. ok. 1160)[5]
- data dzienna nieznana:
  - Hermangard d'Asp, wielki mistrz zakonu joannitów (ur. ?)[6]
  - Kilidż Arslan II, sułtan Rumu (ur. ?)[7]